# François Le Clerc
François Le Clerc, apodado Jambe de Bois (en español, Pata de palo), fue un corsario protestante francés del siglo XVI, originario de Normandía. Fue conocido por causar un grave incendio en Santa Cruz de La Palma (Canarias), en 1553.

## Biografía
Originario de Réville o Gréville-Hague, cursó en la Armada Francesa como capitán, y en 1551 fue nombrado caballero por Enrique II. Fue marido de Marie Rouxel, señora de Crasville, y del que solo se le conoce una hija Catherine.
Pierde su pierna izquierda, origen de su apodo, en la batalla de Guernesey de 1549 contra los ingleses. Después de esto, financió ataques de otros mientras él continuaba con los suyos. A pesar de sus heridas, François comandó importantes combates contra los españoles.
En 1553, estuvo al mando, junto a sus lugartenientes Jacques de Sores y Jean-François de la Rocque de Roberval, conocido por los españoles como «sieur de Roberval», de siete embarcaciones piratas y tres buques de guerra. En el siglo XVI, La Palma se enriqueció gracias a que era uno de los principales puertos entre España y América, lo cual atrajo la llegada de holandeses, irlandeses, judíos y portugueses, entre otros. Llamando esto su atención, Le Clerc, junto a sus lugartenientes, atacó Santa Cruz de La Palma en la tarde del 21 de julio de 1553, desembarcando por la zona de Las Explanadas. Durante diez días la ciudad fue saqueada e incendiada, perdiendo muchos de los documentos que allí se guardaban. Este saqueo es representado por una recreación teatralizada cada 4 de agosto en la ciudad, llamado Día del Corsario.
Seguidamente, esta fuerte flota atacó San Germán en Puerto Rico y saqueó metódicamente los puertos de La Española y Cuba de sur a norte, robando cueros y cañones mientras viajaban. Saquearon Santiago de Cuba en 1554, ocupándola durante un mes y yéndose con 80 000 pesos en tesoro. Tan completamente devastada fue la primera capital de Cuba que pronto fue totalmente eclipsada por La Habana y nunca recuperó su antigua prosperidad.
Él y su tripulación de 330 hombres fueron los primeros europeos en establecerse en la isla de Santa Lucía, y utilizaron la cercana Isla Pigeon para atacar galeones del tesoro español.
En 1562, Le Clerc se uniría a los ingleses y lucharía contra su país natal. Se unió a la invasión inglesa de Le Havre y ayudó a arrasar toda nave francesa en el Caribe.
Finalizada su parte del trabajo, Le Clerc le envió una solicitud a la reina Isabel I para obtener una gran pensión, a lo cual fue denegado su pedido. Entonces, zarpó a las Azores y, mientras trataba de saquear barcos españoles, fue muerto en 1563.